# Asterolamia
Genre
Asterolamia est un genre de mollusques gastéropodes au sein de la famille Eulimidae. Les espèces rangées dans ce genre sont marines et parasitent des échinodermes ; l'espèce type est Asterolamia hians.

## Distribution
Les espèces sont présentes sur le littoral australien.

## Liste d'espèces
Selon World Register of Marine Species (30 août 2017) :
- Asterolamia cingulata Warén, 1980
- Asterolamia hians Warén, 1980